# Escala sísmica de la Agencia Meteorológica de Japón
La escala sísmica de la Agencia Meteorológica de Japón es utilizada principalmente en Japón y Taiwán para indicar la intensidad de los terremotos. Su unidad de medida es el Shindo (震度 "grado de agitación"?). A diferencia de la escala de Richter (donde se mide la magnitud total del terremoto, y representa el tamaño del terremoto con único número), el Shindo describe el grado de agitación en un punto de la superficie terrestre. Las mediciones con esta escala pueden variar de un punto a otro por factores como el tipo de terreno.
En el pasado esta escala ha sido modificada varias veces, finalmente pasó de ser una escala con 10 puntos a una de tan solo siete, donde uno es el grado más débil y siete el grado de agitación máximo. También se agregaron magnitudes intermedias para los grados cinco y seis. Después de estos cambios, Japón era el único país en tener siete grados en su escala Shindo, posteriormente se le sumó China y Corea del Sur.

## Escala
Shindo posee una escala que varía de 0 a 7, en una manera similar a la de la Escala de Intensidad de Mercalli, que no es tan usada en Japón. La AMJ usa medidores de intensidad sísmica para calcular automáticamente la aceleración del suelo en tiempo real, reportando las intensidades basadas es mediciones desde puntos de observación. 
| Intensidad          | Categoría       | Personas                                                                                           | Interiores | Exteriores | Casas de madera | Edificios de concreto reforzado | Utilidades e Infraestructura | Suelo y pendientes | Equivalente (aprox.) a la Escala de Mercalli | Pico de aceleración del suelo |
| ------------------- | --------------- | -------------------------------------------------------------------------------------------------- | --- | --- | --- | --- | --- | --- | -------------------------------------------- | ----------------------------- |
| 0                   | N/A             | Imperceptible para las personas pero detectado por instrumentos.                                   | No hay efectos significativos.                                                                                      | No hay efectos significativos.                                                                                         | No hay efectos significativos. | No hay efectos significativos. | No hay efectos significativos. | No hay efectos significativos. | I                                            | Menos de 0.008 m/s²           |
| 1                   | Leve a Moderado | Sentida solo por algunas personas en espacios silenciosos.                                         | No hay efectos significativos.                                                                                      | No hay efectos significativos.                                                                                         | No hay efectos significativos. | No hay efectos significativos. | No hay efectos significativos. | No hay efectos significativos. | I–II                                         | 0.008–0.025 m/s²              |
| 2                   | Leve a Moderado | Sentida por muchas personas en espacios silenciosos; puede despertar a algunos.                    | Objetos colgantes (como lámparas) se mueven levemente.                                                              | No hay efectos significativos.                                                                                         | No hay efectos significativos. | No hay efectos significativos. | No hay efectos significativos. | No hay efectos significativos. | II–IV                                        | 0.025–0.08 m/s²               |
| 3                   | Leve a Moderado | Sentido por muchos en interiores y algunos en exteriores; muchos despiertan.                       | Los platos podrían vibrar dentro de los armarios.                                                                   | Las líneas eléctricas podrían moverse levemente.                                                                       | No hay efectos significativos. | No hay efectos significativos. | No hay efectos significativos. | No hay efectos significativos. | IV–V                                         | 0.08–0.25 m/s²                |
| 4                   | Leve a Moderado | Sorprende a muchos; Sentido por casi todos en exteriores; despierta a la mayoría.                  | Lámparas colgantes se mueven notablemente, los platos vibran y objetos inestables podrían caer.                     | Se visibiliza el movimiento de las líneas eléctricas; algunos conductores pueden sentir el movimiento.                 | No hay efectos significativos. | No hay efectos significativos. | Servicios de transporte podrían ser suspendidos para realizar inspecciones de seguridad; se podrían imponer límites de velocidad.                       | No hay efectos significativos. | V–VI                                         | 0.25–0.80 m/s²                |
| 5− (5弱) 5 Inferior | Fuerte          | Asusta a muchos, ocasionando que puedan aferrarse a objetos estables.                              | Lámparas colgantes se mecen violentamente; objetos en estanterías caen y algunos muebles pueden desplazarse o caer. | Las ventanas podrían agrietarse; los postes se mueven y cabe la posibilidad de haber un pequeño daño a las autopistas. | Grietas pequeñas pueden aparecer en hogares con baja resistencia sísmica. | No hay efectos significativos. | Valvulas de seguridad automáticas interrumpen el suministro de gas a los hogares. Posibles interrupciones en los servicios de agua y electricidad.      | Grietas pequeñas y poca posibilidad de liquefacción del suelo. Desprendimientos y Deslizamientos podrían ocurrir.                               | VI–VII                                       | 0.80–1.40 m/s²                |
| 5+ (5強) 5 Superior | Fuerte          | Moverse es difícil sin apoyarse.                                                                   | Objetos caen con facilidad y Televisores y muebles no asegurados pueden caer.                                       | Paredes podrían colapsar; máquinas expendedores mal instaladas podrían caer; conducir se vuelve peligroso.             | Las paredes podrían agrietarse en hogares con baja resistencia sísmica. | Vigas y pilares de hogares con baja resistencia sísmica podrían agrietarse. | Tuberías de gas o agua podrían estar dañadas. Los servicios correspondientes son interrumpidos en algunas regiones. Existe una posibilidad de apagones. | Grietas pequeñas y poca posibilidad de liquefacción del suelo. Desprendimientos y Deslizamientos podrían ocurrir.                               | VII                                          | 1.40–2.50 m/s²                |
| 6− (6弱) 6 Inferior | Fuerte          | Es difícil mantenerse de pie.                                                                      | Muchos muebles se mueven o caen; las puertas podrían atascarse.                                                     | Azulejos de paredes y ventanas sufren daños y podrían caer.                                                            | Para los hogares menos resistentes, las paredes se rajan con mayor facilidad. Algunas casas pueden inclinarse o colapsar. Para los hogares con mayor resistencia se pueden formar grietas en las paredes. | Para edificios menos resistents, las paredes se rajan con mayor facilidad. En los edificios menos resistentes, las grietas se producen con mayor frecuencia; podrían aparecer grietas en forma de X. Se pueden agrietar elementos estructurales de edificios más resistentes. | Tuberías de gas o agua dañadas, y los servicios de electricidad, gas y agua se interrumpen.                                                             | Aparecen grietas. Es muy probable que ocurran deslizamientos y modificaciones del terreno.                                                      | VIII                                         | 2.50–3.15 m/s²                |
| 6+ (6強) 6 Superior | Extremo         | Pararse o desplazarse es solo posible arrastrandose. Algunas personas pueden ser lanzadas al aire. | La mayoría de muebles no asegurados se mueven violentamente o caen.                                                 | Azulejos de pareedes y ventanas son más probables a caer: paredes de concreto no reforzadas colapsan.                  | Casas de baja resistencia sísmica se inclinan o coolapsan. En las casas con mayor resistencia, grietas más grandes son posibles.                                                                          | Pilares al nivel del suelo pueden romperse, ocasionando el posible colapso de estructuras menos resistentes. Para aquellas con mayor resistencia, hay mayor agrietamiento, y algunas paredes podrían deslizarse.                                                              | Tuberías de gas o agua dañadas, y los servicios de electricidad, gas y agua se interrumpen.                                                             | Ocurren deslizamientos y se forman grietas más extensas.                                                                                        | IX+                                          | 3.15–4.00 m/s²                |
| 7                   | Extremo         | Pararse o desplazarse es solo posible arrastrandose. Algunas personas pueden ser lanzadas al aire. | La mayoría de los muebles no asegurados son lanzados o caen violentamente.                                          | Azulejos de pared y ventanas caen, mientras que paredes de concreto reforzado colapsan.                                | Casas de baja resistencia sísmica son muy probables a colapsar. En las casas con mayor resistencia, grietas más grandes e inclinación son posibles.                                                       | Casi todos los edificios (incluyendo aquellos con mayor resistencia sísmica) sufren daños severos. | Tuberías de gas o agua dañadas, y los servicios de electricidad, gas y agua se interrumpen.                                                             | El suelo se distorsiona considerablemente por grietas extensas, ocurren deslizamientos masivos que pueden cambiar características topográficas. | IX+                                          | Mayor de 4 m/s²               |

## Historia

### Creación y revisión de la tabla de intensidad
A inicio de 1884, la escala estaba compuesta por cuatro intensidades; "leve temblor de tierra", "leve terremoto", "movimiento fuerte" y "terremoto asesino". En 1898 se agregaron otras intensidades antes del grado "leve temblor de tierra". En 1908 se modificó la escala a una de seis intensidades. 
El 7 de enero de 1949, la escala fue modificada agregándose dos intensidades más, siendo siete la más intensa y cero la más débil, esto después de mediciones realizadas tras el terremoto de Fukui del 28 de junio de 1948, en el cual quedó evidenciado que la escala de seis magnitudes no era suficiente para aclarar el por qué colapsaron más de 90% de las estructuras en la zona del epicentro. Uno de los criterios usados para la modificación de la escala Shindo fue que en las zonas en las que se registró Shindo 6 colapsaron el 30% de los edificios. Este número alarmó a los sismólogos japoneses, quienes decidieron modificar la escala finalmente a una de siete grados, siendo uno la más débil y siete la más destructiva. En orden de intensidad queda ordenado como "leve temblor de tierra", "terremoto débil", "terremoto leve", "terremoto moderado", "movimiento fuerte", "terremoto asesino" y "gran terremoto".
| 1884 - 1898            | 1898 - 1908               | 1908 - 1936                          | 1936 - 1949                    | 1949 - 1996                    | 1996 - Actualmente |
| ---------------------- | ------------------------- | ------------------------------------ | ------------------------------ | ------------------------------ | ------------------ |
|                        | Temblor leve              | Shindo 0 / Temblor leve              | Shindo 0 / No sentido          | Shindo 0 / No sentido          | Shindo 0           |
| No sentido             | Temblor leve              | Shindo 1 / Temblor leve              | Shindo 1 / Temblor leve        | Shindo 1 / Temblor leve        | Shindo 1           |
| Temblor leve           | Temblor leve（Muy débil） | Shindo 2 / Temblor leve（muy débil） | Shindo 2 / Sismo débil         | Shindo 2 / Sismo débil         | Shindo 2           |
|                        | Temblor leve              | Shindo 3 / Temblor leve              | Shindo 3 / Leve sismo          | Shindo 3 / Sismo leve          | Shindo 3           |
| Fuerte sismo           | Fuerte sismo（Muy débil） | Shindo 4 / Fuerte sismo（muy débil） | Shindo 4 / Moderada intensidad | Shindo 4 / Moderada intensidad | Shindo 4           |
| Fuerte sismo           | Fuerte sismo              | Shindo 5 / Fuerte sismo              | Shindo 5 / Fuerte sismo        | Shindo 5 / Fuerte sismo        | Shindo 5-          |
| Fuerte sismo           | Fuerte sismo              | Shindo 5 / Fuerte sismo              | Shindo 5 / Fuerte sismo        | Shindo 5 / Fuerte sismo        | Shindo 5+          |
| Terremoto desastroso   | Terremoto desastroso      | Shindo 6 / Sismo violento            | Shindo 6 / Sismo violento      | Shindo 6 / Sismo violento      | Shindo 6-          |
| Terremoto desastroso   | Terremoto desastroso      | Shindo 6 / Sismo violento            | Shindo 6 / Sismo violento      | Shindo 6 / Sismo violento      | Shindo 6+          |
| Terremoto catastrófico | Terremoto catastrófico    | Shindo 7 / Terremoto grave           | Shindo 7 / Terremoto grave     | Shindo 7 / Terremoto grave     | Shindo 7           |

## Mediciones de intensidad
En Japón, la intensidad sísmica era calculada por el Centro Nacional de Intensidad Sísmica, la cual emitía los datos a la Agencia Meteorológica de Japón, quien publicaba la información acerca del posible daño causado por el sismo, este se determinaba con la profundidad del sismo y con la tabla de intensidades. La decisión de declarar que un sismo ha alcanzado el Shindo +6 o 7 recaía en los sismólogos de la Agencia Meteorológica. Luego del terremoto de Kobe ocurrió una gran discusión entre los científicos para determinar si el terremoto habría alcanzado el Shindo +6 o 7. Para evitar estos problemas desde abril de 1996 este dato es lanzado por las estaciones sísmicas ubicadas en todo el país. 
Para que el nuevo sistema fuera implementado la Agencia Meteorológica de Japón debió aumentar significativamente su número de sismógrafos en el país cinco años antes. Finalmente se puso en funcionamiento en 1991.
La Agencia Meteorológica tenía en su poder en el año de 2009 alrededor de 4200 estaciones sísmicas en todo el país, en agosto de 2011 se contabilizaron 4313. Actualmente se gestiona la compra de 800 nuevas estaciones por parte de la Agencia Meteorológica y 2900 por gobiernos locales y otras agencias gubernamentales.

### Cálculo de intensidad
| Intensidad | Intensidad instrumental |
| ---------- | ----------------------- |
| 0          | Menor a 0.5             |
| 1          | 0.5−1.4                 |
| 2          | 1.5−2.4                 |
| 3          | 2.5−3.4                 |
| 4          | 3.5−4.4                 |
| 5−         | 4.5−4.9                 |
| 5+         | 5.0−5.4                 |
| 6−         | 5.5−5.9                 |
| 6+         | 6.0−6.4                 |
| 7          | Mayor a 6.5             |
| * Fuente   |                         |

Los medidores de intensidad sísmica utilizados por la JMA y otros organismos detectan los temblores mediante acelerómetros. Primero miden tres componentes de la aceleración —vertical, norte-sur y este-oeste— como señales en el dominio del tiempo. Luego, estas señales se convierten en señales en el dominio de la frecuencia mediante la transformada de Fourier, se filtran y posteriormente se convierten nuevamente en señales en el dominio del tiempo para los cálculos finales. El proceso específico involucrado es el siguiente:
1. Aplicar la transformada de Fourier a las señales en el dominio del tiempo para convertirlas en señales en el dominio de la frecuencia
2. Aplicar el filtro {\textstyle \lambda _{a}(f)=F_{a1}(f)F_{a2}(f)F_{a3}(f)}, que es un producto de varios filtros, a las señales en el dominio de la frecuencia, donde {\displaystyle F_{a1}(f)={\sqrt {\frac {1}{f}}}} es el filtro de efecto del periodo; {\displaystyle F_{a2}(f)=(1+\alpha x^{2}+\beta x^{4}+\gamma x^{6}+\delta x^{8}+\epsilon x^{10}+\zeta x^{12})^{-1/2}} es el filtro de corte alto, donde {\displaystyle \alpha =0.694}, {\displaystyle \beta =0.241}, {\displaystyle \gamma =0.0557}, {\displaystyle \delta =0.009664}, {\displaystyle \epsilon =0.00134}, {\displaystyle \zeta =0.000155}, {\displaystyle x=f/10}; {\displaystyle F_{a3}(f)={\sqrt {1-\exp(-(f/0.5)^{3})}}} es el filtro de corte bajo.
3. Convertir las señales filtradas del dominio de la frecuencia de nuevo al dominio del tiempo mediante la transformación inversa de Fourier. Sumar los componentes de aceleración en una única aceleración compuesta mediante suma vectorial.
4. Encontrar un valor {\displaystyle a} tal que durante exactamente 0.3 segundos, la norma del vector de aceleración no sea menor que {\displaystyle a}.
5. Calcular {\displaystyle I=2\log _{10}a+0.94}.
6. Redondear {\displaystyle I} a dos cifras decimales, luego truncar la segunda cifra decimal para determinar la intensidad sísmica instrumental. Después, redondear la intensidad sísmica instrumental al entero más cercano para determinar la intensidad sísmica. Si la intensidad sísmica instrumental es negativa, la intensidad sísmica se considera 0; si es mayor o igual a 8, se considera como 7. En el caso de intensidades 5 y 6, se subdivide en inferior y superior dependiendo de si se redondea hacia abajo o hacia arriba (consultar la tabla).